# Louis Leterrier

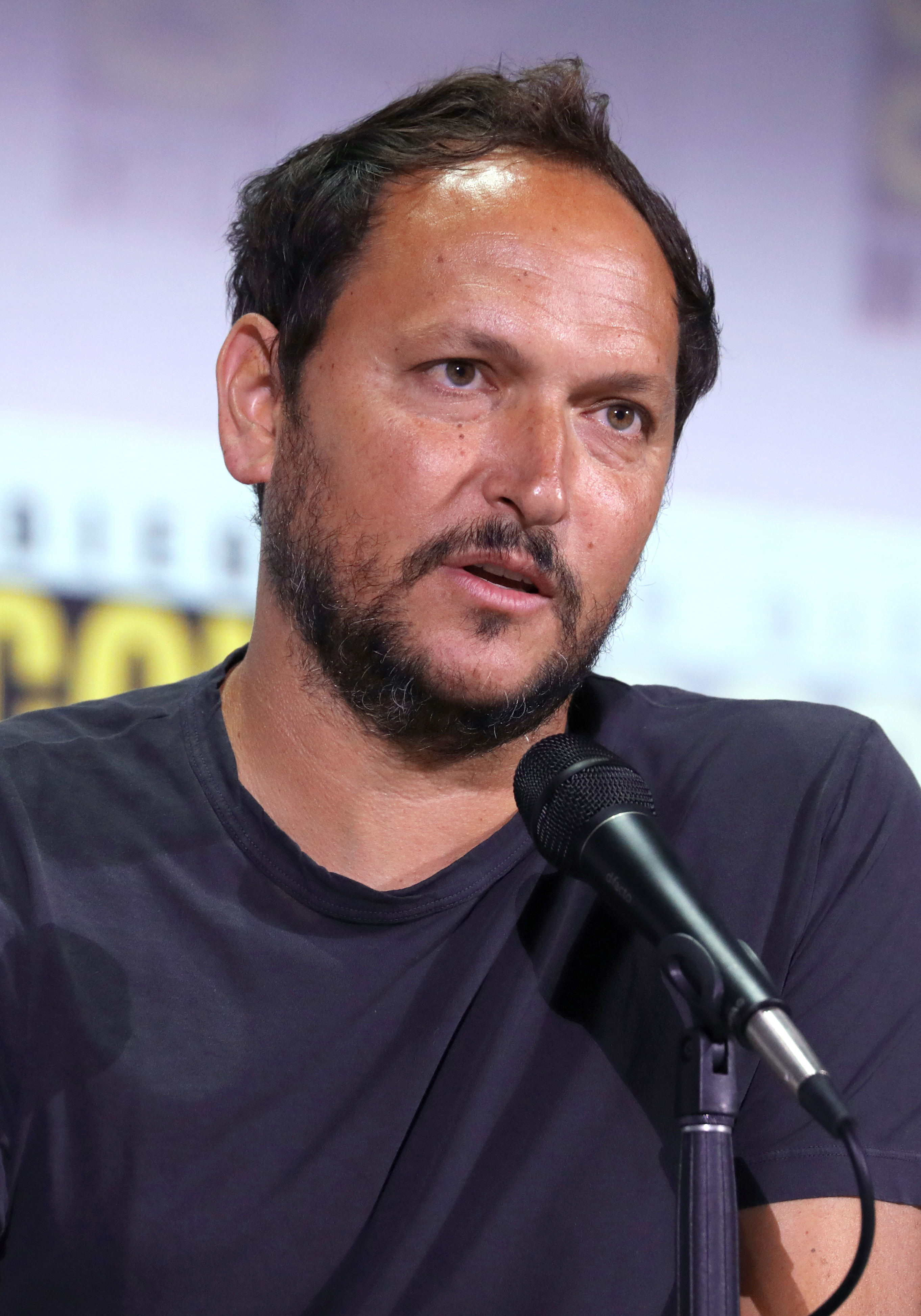
Louis Leterrier, 2023

Louis Leterrier (* 17. Juni 1973 in Paris) ist ein französischer Filmregisseur.

## Leben und Karriere
Leterrier wurde 1973 als Sohn des Filmregisseurs François Leterrier und der Kostümbildnerin Catherine Leterrier geboren. 
Seine bekanntesten Filme sind The Transporter und Transporter 2. Eine weitere Verfilmung, die er als Regisseur leitete, war Unleashed – Entfesselt mit Jet Li und Morgan Freeman. Leterrier ist befreundet mit dem französischen Regisseur Luc Besson. Im Jahr 2008 übernahm er die Regie bei Der unglaubliche Hulk.
2010 wurde Kampf der Titanen veröffentlicht. Bei dem Film, der u. a. mit Sam Worthington, Liam Neeson, Ralph Fiennes und Mads Mikkelsen besetzt wurde, handelt es sich um eine Neuverfilmung des Klassikers Kampf der Titanen aus dem Jahre 1981.
Seit 2017 arbeitet Leterrier auch für das Fernsehen. Für die beiden Serien Tycoon und The Dark Crystal: Age of Resistance war er als Regisseur und ausführender Produzent tätig, außerdem inszenierte er drei Episoden von Lupin (2021). Mit Fast & Furious 10, der 2023 erschien, verantwortete er den insgesamt elften Film der Fast-&-Furious-Filmreihe.
Leterrier ist verheiratet und hat eine Tochter.

## Filmografie (Auswahl)

### Filme
- 2002: The Transporter (Le Transporteur)
- 2005: Transporter – The Mission (Le Transporteur II)
- 2005: Unleashed – Entfesselt (Danny The Dog)
- 2008: Der unglaubliche Hulk (The Incredible Hulk)
- 2010: Kampf der Titanen (Clash of the Titans)
- 2013: Die Unfassbaren – Now You See Me (Now You See Me)
- 2016: Der Spion und sein Bruder (Grimsby)
- 2022: Ein MordsTeam ermittelt wieder (Loin du périph)
- 2023: Fast & Furious 10 (Fast X)

### Fernsehen
- 2017: Tycoon (Fernsehserie, 9 Episoden)
- 2019: The Dark Crystal: Age of Resistance (Fernsehserie, 10 Episoden)
- 2021: Lupin (Fernsehserie, 3 Episoden)